# فهرست شهرستان‌های استان سیستان و بلوچستان
استان پهناور سیستان و بلوچستان از ۲۶ شهرستان ۶۵ بخش(فهرست بخش ها) و ۵۷ شهر(فهرست شهرها) تشکیل گردیده‌است. 
بزرگ‌ترین و پرجمعیت‌ترین شهرستان استان زاهدان با بیش از ۶۷۹،۵۸۲ هزار نفر جمعیت می‌باشد و کم جمعیت‌ترین شهرستان این استان، شهرستان زرآباد است که ۲۰،۱۹۷ تن جمعیت دارد .

## فهرست شهرستان ها
فهرستی از نام شهرستان‌های استان سیستان و بلوچستان به ترتیب جمعیت براساس سرشماری عمومی نفوس و مسکن  سال ۹۵
| ردیف | نام شهرستان | مرکز شهرستان | سال تأسیس | مساحت (Km²) | جمعیت مرکز شهرستان ۱۳۹۵ | جمعیت شهرستان ۱۳۹۵ |
| ---- | ----------- | ------------ | --------- | ----------- | ----------------------- | ------------------ |
| ۱    | زاهدان      | زاهدان       | ۱۳۱۶      | ۳۰٬۷۱۶      | ۵۸۷٬۷۳۰                 | ۶۷۲٬۵۸۹            |
| ۲    | ایرانشهر    | ایرانشهر     | ۱۳۲۶      | ۱۶٬۶۴۸      | ۱۱۳٬۷۵۰                 | ۲۵۶٬۳۱۴            |
| ۳    | چابهار      | چابهار       | ۱۳۲۶      | ۲٬۰۸۱       | ۱۰۶٬۷۳۹                 | ۲۰۳٬۲۹۳            |
| ۴    | زابل        | زابل         | ۱۳۱۶      | ۳۴۴         | ۱۳۴٬۹۵۰                 | ۱۶۵٬۶۶۶            |
| ۵    | سراوان      | سراوان       | ۱۳۲۶      |             | ۶۰٬۰۱۴                  | ۱۶۲٬۰۳۵            |
| ۶    | نیکشهر      | نیکشهر       | ۱۳۶۹      | ۱۳٬۵۳۰      | ۱۷٬۷۳۲                  | ۱۴۸٬۰۰۴            |
| ۷    | خاش         | خاش          | ۱۳۱۶      | ۱۴٬۶۴۰      | ۵۶٬۵۸۴                  | ۱۲۹٬۶۴۵            |
| ۸    | راسک        | راسک         | ۱۳۷۹      | ۵٬۱۶۸       | ۱۰٬۱۱۵                  | ۹۴٬۸۹۱             |
| ۹    | سرباز       | سرباز        | ۱۳۹۸      | ۵٬۴۰۰       | ۲٬۰۲۰                   | ۹۱٬۲۷۴             |
| ۱۰   | سیب و سوران | سوران        | ۱۳۸۶      | ۷٬۱۵۷       | ۱۳٬۵۸۰                  | ۸۵٬۰۹۵             |
| ۱۱   | دشتیاری     | نگور         | ۱۳۹۸      | ۵٬۶۳۸       | ۵٬۶۷۰                   | ۷۹٬۹۱۱             |
| ۱۲   | کنارک       | کنارک        | ۱۳۸۴      | ۸٬۹۶۹       | ۴۳٬۲۵۸                  | ۷۸٬۰۱۲             |
| ۱۳   | زهک         | زهک          | ۱۳۸۴      | ۸۰۲         | ۱۳٬۳۵۷                  | ۷۵٬۴۱۹             |
| ۱۴   | مهرستان     | مهرستان      | ۱۳۸۷      | ۶٬۴۱۹       | ۱۲٬۲۴۵                  | ۷۰٬۵۷۹             |
| ۱۵   | فنوج        | فنوج         | ۱۳۹۲      | ۴٬۰۸۴       | ۱۳٬۰۷۰                  | ۶۹٬۱۶۱             |
| ۱۶   | دلگان       | گلمورتی      | ۱۳۸۶      | ۱۱٬۵۳۴      | ۱۰٬۲۹۲                  | ۶۷٬۸۵۷             |
| ۱۷   | هیرمند      | دوست محمد    | ۱۳۸۶      | ۱٬۰۱۲       | ۶٬۶۲۱                   | ۶۳٬۹۷۹             |
| ۱۸   | قصرقند      | قصرقند       | ۱۳۹۱      | ۵٬۳۹۵       | ۱۱٬۶۰۵                  | ۶۱٬۰۷۶             |
| ۱۹   | بمپور       | بمپور        | ۱۳۹۷      | ۳٬۴۸۳       | ۱۲٬۲۱۷                  | ۶۰٬۵۷۷             |
| ۲۰   | نیمروز      | ادیمی        | ۱۳۹۱      | ۹٬۷۱۴       | ۳٬۶۱۳                   | ۴۸٬۴۷۱             |
| ۲۱   | میرجاوه     | میرجاوه      | ۱۳۹۱      | ۶٬۰۵۴       | ۹٬۳۵۹                   | ۴۵٬۳۵۷             |
| ۲۲   | تفتان       | نوک‌آباد      | ۱۳۹۸      | ۴٬۷۳۶       | ۵٬۲۶۱                   | ۴۴٬۱۷۶             |
| ۲۳   | هامون       | محمدآباد     | ۱۳۹۱      | ۴٬۹۸۷       | ۳٬۴۶۸                   | ۴۱٬۰۱۷             |
| ۲۴   | لاشار       | اسپکه        | ۱۴۰۰      | .           | ۴،۷۱۹                   | ۳۳،۹۷۸             |
| ۲۵   | گلشن        | جالق         | ۱۳۹۹      | .           | ۱۸،۰۱۵                  | ۲۹،۶۲۶             |
| ۲۶   | زرآباد      | زرآباد       | ۱۴۰۰      | .           | ۴،۰۰۳                   | ۲۰،۱۹۷             |